# Metopta interlineata
Metopta interlineata là một loài bướm đêm trong họ Erebidae.